# Aegle iranica
Aegle iranica là một loài bướm đêm trong họ Noctuidae.